# 稲田村 (熊本県)
稲田村（いなだむら）は、熊本県の北部、鹿本郡にかつてあった村である。

## 歴史
- 1889年4月1日 - 町村制が施行。山鹿郡庄村、石淵村、高橋村、下高橋村、津袋村、小島村が合併して発足。
- 1896年4月1日 - 山鹿郡と山本郡が合併して鹿本郡となる。
- 1955年4月1日 - 来民町、中富村と合併し鹿本町となる。

## 学校
- 稲田村立稲田小学校